# José Arias (Fußballspieler)
José del Carmen Arias Venegas (* 5. Mai 1904; † unbekannt) war ein chilenischer Fußballspieler. Der Stürmer absolvierte zwei Länderspiele für die chilenische Nationalmannschaft und nahm mit dieser an den Olympischen Sommerspielen 1928 in Amsterdam teil.

## Vereinskarriere
José Arias begann beim Club Deportivo Gente de Mar in Talcahuano mit dem Fußballspielen und wechselte nach fünf Jahren zu The Commercial, wo der Stürmer durch seine Leistungen sogar den Sprung in die Nationalmannschaft schaffte. 1930 spielte er eine Saison beim CSD Colo-Colo in der Hauptstadt und wechselte danach zum Club Deportivo Júpiter. 1934 und 1935 lief Arias in der ein Jahr zuvor neu geschaffenen professionellen Primera División für den Audax Italiano auf. Dort beendete er seine Karriere.

## Nationalmannschaftskarriere
José Arias wurde für die Olympischen Sommerspiele 1928 in Amsterdam nominiert. Arias absolvierte beide Spiele der Trostrunde gegen Mexiko und Gastgeber Niederlande. Nach dem Turnier in Amsterdam kamen keine weiteren Länderspiele hinzu.

## Erfolge
Colo-Colo
- División de Honor: 1930